# Åmsele
Åmsele est une localité de la commune de Vindeln dans le comté de Västerbotten en Suède. Elle est située à une centaine de kilomètres au nord d'Umeå, sur la rive gauche de la rivière Vindelälven, et est traversée par la route 363.
Le nom d'Åmsele est associé à un fait divers tragique qui s'y est déroulé le 3 juillet 1988 : le triple meurtre d'Åmsele.